# Campeonato Europeo de Lucha de 1926
El V Campeonato Europeo de Lucha se celebró en Riga (Letonia) en el año 1926 bajo la organización de la Federación Internacional de Luchas Asociadas (FILA) y la Federación Letona de Lucha. Solamente se compitió en las categorías del estilo grecorromano.

## Resultados

### Lucha grecorromana
| Evento   | Oro                         | Plata                      | Bronce                         |
| -------- | --------------------------- | -------------------------- | ------------------------------ |
| 58 kg    | Sigfrid Hansson · Suecia    | Paul Reiber · Alemania     | Armand Magyar Hungría          |
| 62 kg    | Voldemar Väli Estonia       | Erik Malmberg · Suecia     | Ernst Steinig · Alemania       |
| 67,5 kg  | Harald Pettersson · Suecia  | Osvald Käpp Estonia        | Mihály Matura Hungría          |
| 75 kg    | Johannes Jacobsen Dinamarca | Friedrich Bräun · Alemania | László Papp Hungría            |
| 82,5 kg  | Robert Rupp · Alemania      | Rudolf Loo Estonia         | Alexander Szabó Checoslovaquia |
| +82,5 kg | Georg Gehring · Alemania    | Josef Urban Checoslovaquia | Johan Richthoff · Suecia       |

## Medallero
| Núm. | País           | Oro | Plata | Bronce | Total |
| ---- | -------------- | --- | ----- | ------ | ----- |
| 1    | Alemania       | 2   | 2     | 1      | 5     |
| 2    | Suecia         | 2   | 1     | 1      | 4     |
| 3    | Estonia        | 1   | 2     | 0      | 3     |
| 4    | Dinamarca      | 1   | 0     | 0      | 1     |
| 5    | Checoslovaquia | 0   | 1     | 1      | 2     |
| 6    | Hungría        | 0   | 0     | 3      | 3     |
|      | TOTAL          | 6   | 6     | 6      | 18    |